# Burg Drove
Die Burg Drove steht in Drove, einem Ortsteil der Gemeinde Kreuzau im Kreis Düren in Nordrhein-Westfalen.

## Die alte Burg
Der erste bekannte Grundherr von Drove war Reinhard von Drove, der 1239 erwähnt wird. Die alte Burg, eine Motte lag in unmittelbarer Nähe, südöstlich der Kirche. Heute ist nur ein von Gräben umschlossener Hügel zu sehen.

## Die neue Burg
Familie von Rohe baute von 1728 bis 1741 die neue Wasserburg Drove, die heute noch erhalten ist. Das Wappen über dem Burgtor, zeigt links das der Freiherrn von Rohe (Silbernes Andreaskreuz auf rotem Grund) und rechts das der Anna Elisabeth von Blankart (Silberner Hammer auf blauem Grund), eine Witwe von Vlatten. Es handelt sich dabei um eine dreiflügelige, zweigeschossige Anlage im Stil des Barocks aus Bruchsteinen mit Walmdächern. Vor dem Herrenhaus liegt eine ehemals dreiflügelige Vorburg, die seit einem großen Brand im Jahre 1893 nur noch einflügelig ist. Um 1920 wurde an der Südost- und Südwestecke des Herrenhauses jeweils ein eingeschossiger Anbau angefügt. Das Gesindehaus im Innenhof der Burg rührt aus dem Jahre 1929. Der Anbau an der Südwestecke des Herrenhauses wurde im Zweiten Weltkrieg so gründlich zerstört, dass er nicht mehr aufgebaut wurde. Die anderen Kriegsschäden wurden beseitigt. Die Burg befindet sich heute in Privatbesitz und ist bewohnt.

## Der Drove-Zyklus

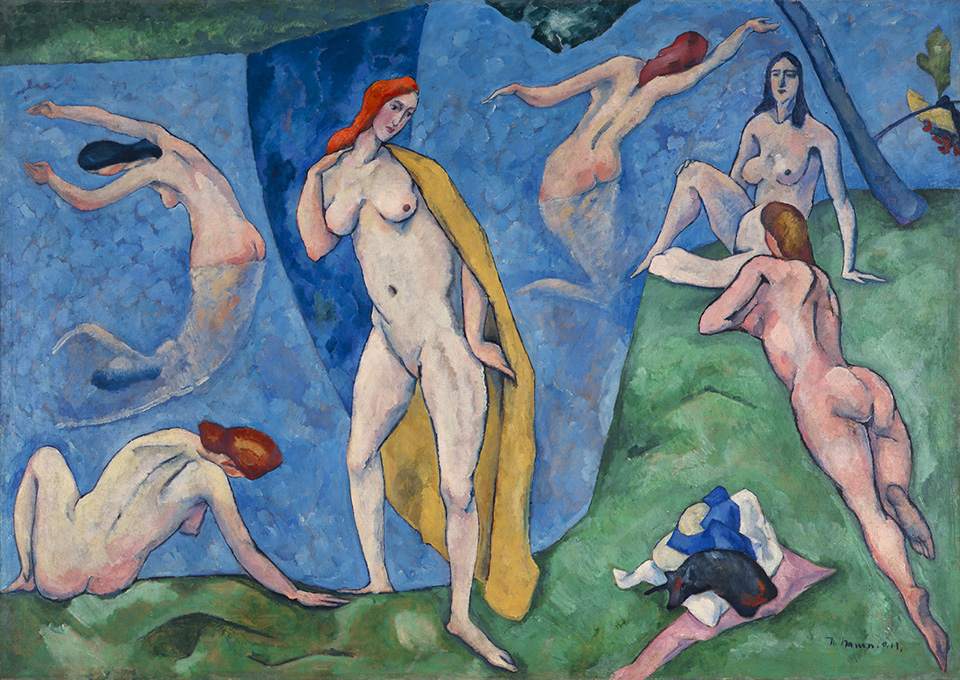
Heinrich Nauen: Badende Frauen aus dem Drove-Zyklus, heute Kaiser-Wilhelm-Museum, Krefeld

Heinrich Nauen schuf in den Jahren einen monumentalen Gemäldezyklus für die Burg Drove. Den Auftrag dazu hatte Nauen 1912 vom Aachener Kunsthistoriker Edwin Suermondt erhalten. Von 1912 bis 1913 war der Künstler mit der Ausführung sechs großformatiger Leinwände beschäftigt, die als sein expressionistisches Hauptwerk gelten.